# SMS Pommern (1905)
«Померания» (SMS Pommern) — Третий в серии из пяти броненосцев (линкор) Военно-морских сил Германии типа «Дойчланд».
«Померания» был назван в честь прусской провинции Померания. Заложен 22 марта 1904 году на верфи AG Vulcan, Штеттин. Корабль был спущен на воду 2 декабря 1905 года, введен в состав Флота Открытого моря 6 августа 1907 года. На момент вступления в строй корабль был уже морально устаревшим и уступал по броне и вооружению английскому «Дредноуту».

## Служба
Участвовал в большинстве крупных маневров флота до начала Первой мировой войны. С началом Первой мировой войны в середине 1914 «Померания» и её систершипы защищали устье Эльбы от возможного британского вторжения, в то время как шла мобилизация остальной части флота. «Померания» и четыре других броненосца его типа присоединились к Флоту Открытого моря как 2-е подразделение линейных кораблей. Это подразделение участвовало в большинстве крупномасштабных боевых действий в первых двух лет войны, в том числе в Ютландском сражении 31 мая — 1 июня 1916 года. Во время сражения «Ганновер» служил флагманом отряда из четырёх броненосцев Второго подразделения флота. В первый день сражения, перед отступлением «Померания» и другие броненосцы столкнулись с несколькими британскими линейными крейсерами, которыми командовал Дэвид Битти. «Померания» был поражен снарядом ГК линейного крейсера HMS Indomitable (1907). Во время ночного боя 1 июня, он был поражен одной, или двумя торпедами с британского эсминца HMS Onslaught, которые вызвали детонацию пороха в одном из пороховых погребов «Померании». Взрыв переломил корабль пополам и уничтожил всю команду. «Померания» была единственным броненосцем в противостоящих флотах, потопленным во время Ютландского сражения.